# Recidief
Recidief (Latijn: terug-vallen) is het opnieuw optreden van een ziekte, nadat deze een tijdlang verdwenen leek (in remissie was). Soms wordt ook het anglicisme relapse gebruikt. De term wordt vooral gebruikt voor soorten kanker en voor inflammatoire ziekten. Daarnaast wordt het gebruikt bij verslavingen.
Als een crimineel na veroordeling opnieuw een misdrijf pleegt, spreekt men van recidive.
In de praktijk, zeker in beroepen waar men zowel met zieke als mensen met een criminele achtergrond te maken heeft, worden beide termen door elkaar gebruikt. De betekenis is dan "terugval in 'oud' gedrag".